# Jekyll & Hyde
Jekyll & Hyde är ett album från 2003 av Petra.

## Låtlista
1. Jekyll & Hyde
2. It's All About Who You Know
3. Stand
4. Would'a, Should'a, Could'a
5. Perfect World
6. Test Of Time
7. I Will Seek You
8. Life As We Know It
9. 'Till Everything I Do
10. Sacred Trust